# Catherine Deneuve
Catherine Deneuve, eredeti nevén Catherine Fabienne Dorléac (Párizs, 1943. október 22. –) kétszeres César-díjas és Európai Filmdíjas francia színésznő.

## Élete

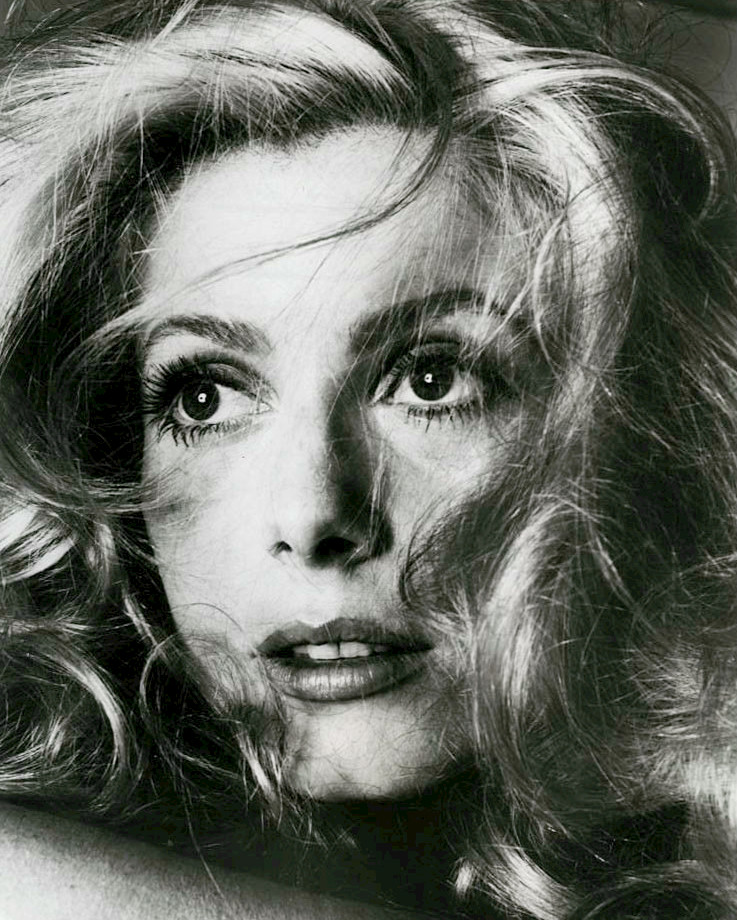
Az Április bolondja (The April Fools) c. filmben (1969)

Színész családból származik. Apja, Maurice Teynac (született: Dorléac), színházi, majd filmes színész, később a Paramount Pictures filmstúdió szinkronrendezője. Anyja, Renée Deneuve ugyancsak színész volt, nagyanyja pedig színházi súgó. Négy lánytestvére közül ő a harmadik. Idősebb nővére, az ugyancsak színészi pályát választó Françoise Dorléac egy tragikus autóbalesetben hunyt el.
Az 1960-as évek elején Deneuve együtt élt Roger Vadim filmrendezővel, akitől 1963. június 18-án fia született (Christian Vadim), majd 1965. augusztus 19-én feleségül ment David Bailey brit fényképészhez, akitől 1967-ben (jogilag 1972-ben) vált el. Ezt követően François Truffaut filmrendezővel, Marcello Mastroianni színésszel (tőle született 1972. május 28-án lánya, Chiara Mastroianni), majd a 80-as években Pierre Lescure médiaszakemberrel élt együtt.
Az egész világon úgy tekintenek rá mint az utóbbi negyven év legnagyobb francia színésznőjére. Kivételes filmszínészi életművével nemzetközi hírnévre tett szert. Az összes nagy európai filmrendező őt keresi; neve véglegesen összeforrt a 20. század végi filmkészítés történetével.

## Pályafutása
Filmes pályáját tinédzserként, 1956-ban kezdte André Hunebelle rendező Les collégiennes című filmjében, még eredeti nevén, Catherine Dorléac-ként. Ugyanebben debütált Georgina Spelvin (* 1936–), a későbbi pornószínésznő is. Az áttörést a Cherbourgi esernyők (1964) című filmmusical hozta meg számára, sikert aratott Roman Polański Iszonyat (1965) című filmjével, majd Luis Buñuel szürrealista mesterművével, A nap szépe (1967) című filmdrámával folytatódott.
Hollywood is felfedezte magának, ahol partnere volt Jack Lemmon és Burt Reynolds. Olaszországban olyan rendezőkkel forgatott, mint Mauro Bolognini és Marco Ferreri, otthon pedig elsősorban François Truffaut, aki A Mississippi szirénje szerény közönségsikere után, 1980-ban ráosztotta Deneuve pályájának talán legszebb szerepét, egy szenvedélyes színésznőét, Az utolsó metróban. A film óriási sikert aratott, Deneuve pedig játékáért 1981-ben César-díjat kapott. Ezt követően André Techiné fedezte fel magának és osztott rá sikeresebbnél sikeresebb szerepeket. Deneuve végleg befutott, és kezdte elfoglalni központi helyét a francia film világában. Számára a 80-as évek egyfajta diadalmenet volt, egyre többen keresték, egyre több elismerésben részesült.

## A közéleti személyiség
Deneuve az UNESCO jószolgálati nagykövete. 1985-ben a francia polgármesterek szövetsége Marianne-nak választotta, arcképe a pénzérmék hátoldalát, postabélyegeket, mellszobra pedig a polgármesteri hivatalokat díszítette.
Énekesként is megállta a helyét: duettet énekelt Bernadette Lafont-nal (1975), Gérard Depardieu-vel (1980), Malcolm McLarennel (1993), Joe Cockerrel (1995) és Alain Souchon-nal (1997). 1981-ben albumot készített Serge Gainsbourg dalaiból. Énekes tudását karitatív tevékenységben is felhasználta: 1997. évi fellépésével tagja lett annak a csoportnak (Enfoirés), amely országos körútja során pénzt gyűjtött a Coluche kezdeményezésére létrehozott „A szív éttermei” hálózat részére.
„A l’ombre de moi-même” (Saját árnyékomban) címmel közölte naplóját, melyben részletesen beszámolt az Indokína és a Táncos a sötétben című filmek forgatásáról.
Anyanyelvén kívül folyékonyan beszél olaszul, jól elboldogul angolul és németül is. Egy parfümmárka viseli nevét.

## Filmjei
- 1956 – Les collégiennes, rendező: André Hunebelle
- 1960 – Les portes claquent, rendező: Jacques Poitrenaud, Michel Fernaud
- 1960 – L'homme à femmes, rendező: Jacques-Gérard Cornu
- 1961 – Les parisiennes, rendező: Marc Allégret
- 1962 – C’est la vie, rendező: Claude Choublier (kisjátékfilm)
- 1962 – A sátán megnyitja a bált (Et Satan conduit le bal), rendező: Grisha M. Dabat
- 1962 – Le vice et la vertu, rendező: Roger Vadim
- 1963 – Vacances portugaises, rendező: Pierre Kast
- 1963 – Cherbourgi esernyők (Les Parapluies de Cherbourg), rendező: Jacques Demy
- 1963 – Les plus belles escroqueries du monde, rendező: Claude Chabrol
- 1964 – Férfivadászat (La chasse à l’homme), rendező: Édouard Molinaro
- 1964 – Tökéletes úriember (Un monsieur de compagnie), rendező: Philippe de Broca
- 1964 – Elmaradt vallomás (La costanza della ragione), rendező: Pasquale Festa Campanile
- 1965 – Les petits chats, rendező: Jacques R. Villa
- 1965 – Das Liebeskarussel, rendező: Rolf Thiele
- 1965 – Iszonyat (Répulsion), rendező: Roman Polański
- 1965 – Muzsikál a föld (Le Chant du monde), rendező: Marcel Camus
- 1965 – Élet a kastélyban (La vie de château), rendező: Jean-Paul Rappeneau
- 1966 – Teremtmények (Les créatures), rendező: Agnès Varda
- 1967 – A rochefort-i kisasszonyok (Les demoiselles de Rochefort), rendező: Jacques Demy
- 1967 – A nap szépe (Belle de jour), rendező: Luis Buñuel
- 1967 – Benjamin, avagy egy szűz emlékiratai (Benjamin ou les mémoires d'un puceau), rendező: Michel Deville
- 1967 – Manon 70, rendező: Jean Aurel
- 1968 – Mayerling, rendező: Terence Young
- 1968 – Szívdobbanás (La chamade), rendező: Alain Cavalier
- 1969 – Április bolondja (The April Fools), rendező: Stuart Rosenberg
- 1969 – A Mississippi szirénje (La sirène du Mississippi), rendező: François Truffaut
- 1969 – Tout peut arriver, rendező: Philippe Labro
- 1970 – Tristana, rendező: Luis Buñuel
- 1970 – Szamárbőr (Peau d’âne), rendező: Jacques Demy
- 1971 – Ça n’arrive qu'aux autres, rendező: Nadine Trintignant
- 1971 – A szuka (Liza), rendező: Marco Ferreri
- 1972 – Zsaru (Un flic), rendező: Jean-Pierre Melville
- 1972 – L’événement le plus important depuis que l’homme a marché sur la lune, rendező: Jacques Demy
- 1973 – Ne nyúlj a fehér nőhöz [16] (Touche pas à la femme blanche), rendező: Marco Ferreri
- 1974 – Fatti di gente per bene, rendező: Mauro Bolognini
- 1974 – A piros csizmás lány [17] (La femme aux bottes rouges), rendező: Jean-Luis Bunuel
- 1974 – Zig Zig, rendező: Laszlo Szabo
- 1974 – Agresszió (L’agression), rendező: Gérard Pirès
- 1975 – Vadember (Le sauvage), rendező: Jean-Paul Rappeneau
- 1975 – Sötét utcák (Hustle), rendező: Robert Aldrich
- 1976 – Si c'était à refaire, rendező: Claude Lelouch
- 1976 – Elveszett lélek (Anima persa), rendező: Dino Risi
- 1977 – Menni vagy meghalni (March or Die), rendező: Dick Richards
- 1977 – Casotto, rendező: Sergio Citti
- 1978 – A mások pénze (L'argent des autres), rendező: Christian de Chalonge
- 1978 – Ils sont grands, ces petits, rendező: Joël Santoni
- 1979 – Ketten (À nous deux), rendező: Claude Lelouch
- 1979 – Bátorság fussunk! (Courage fuyons), rendező: Yves Robert
- 1979 – Écoute voir..., rendező: Hugo Santiago
- 1980 – Az utolsó metró (Le dernier métro), rendező: François Truffaut
- 1980 – Szeretlek benneteket (Je vous aime), rendező: Claude Berri
- 1981 – A fegyverek választása (Le choix des armes), rendező: Alain Corneau
- 1981 – Hotel Amerika (Hôtel des Amériques), rendező: André Téchiné
- 1982 – A sokk (Le choc), rendező: Robin Davis
- 1983 – Az afrikai (L’africain), rendező: Philippe de Broca
- 1983 – Az éhség (The Hunger), rendező: Tony Scott
- 1983 – Tiszta ügy (Le bon plaisir), rendező: Francis Girod
- 1984 – A Saganne erőd (Fort Saganne), rendező: Alain Corneau
- 1984 – Az élet megy tovább (Paroles et musique), rendező: Elie Chouraqui
- 1986 – Reméljük, lány lesz (Pourvu que ce soit une fille), rendező: Mario Monicelli
- 1986 – Ahol a bűn lakozik (Le lieu du crime), rendező: André Téchiné
- 1987 – Zavarodott felügyelő (Agent trouble), rendező: Jean-Pierre Mocky
- 1988 – Fréquence meurtre, rendező: Élisabeth Rappeneau
- 1988 – Furcsa randevú (Drôle d’endroit pour une rencontre), rendező: François Dupeyron
- 1991 – A fehér királynő (La reine blanche), rendező: Jean-Loup Hubert
- 1992 – Indokína (Indochine), rendező: Régis Wargnier
- 1993 – Legkedvesebb évszakom (Ma saison préférée), rendező: André Téchiné
- 1993 – A kisasszonyok 25 évesek (Les demoiselles ont eu 25 ans), rendező: Agnès Varda (dokumentumfilm)
- 1993 – François Truffaut - Ellopott arcképek (François Truffaut: Portraits volés), rendező: Serge Toubiana és Michel Pascal (dokumentumfilm)
- 1994 – Sakkjátszma (La partie d’échecs), rendező: Yves Hanchar
- 1995 – 101 éjszaka (Les cent et une nuits de Simon Cinéma), rendező: Agnès Varda
- 1995 – A kolostor (O convento), rendező: Manoel de Oliveira
- 1996 – Tolvajok (Les voleurs), rendező: André Téchiné
- 1996 – Három asszony, három történet (Court toujours: L'inconnu), rendező: Ismaël Ferroukhi (kisjátékfilm)[18]
- 1997 – Généalogies d'un crime, rendező: Raoul Ruiz
- 1997 – Sans titre, rendező: Leos Carax (rövidfilm)
- 1998 – A Vendôme tér asszonya (Place Vendôme), rendező: Nicole Garcia
- 1999 – Le vent de la nuit, rendező: Philippe Garrel
- 1999 – Az anyósom (Belle maman), rendező: Gabriel Aghion
- 1999 – Pola X, rendező: Leos Carax
- 1999 – A megtalált idő (Le temps retrouvé), rendező: Raoul Ruiz
- 1999 – Kelet-nyugat (Est-ouest), rendező: Régis Wargnier
- 2000 – Táncos a sötétben (Dancer in the Dark), rendező: Lars von Trier
- 2001 – Je rentre à la maison, rendező: Manoel de Oliveira
- 2001 – Nőrültek (Absolument fabuleux), rendező: Gabriel Aghion
- 2001 – A muskétás (The Musketeer), rendező: Peter Hyams
- 2001 – Hüvelyk Matyi (Le petit poucet), rendező: Olivier Dahan
- 2001 – 8 nő (8 femmes), rendező: François Ozon
- 2002 – Közel a mennyországhoz (Au plus près du paradis), rendező: Tonie Marshall
- 2003 – Veszedelmes viszonyok (Les liaisons dangereuses), rendező: Josée Dayan (tévéfilmsorozat)
- 2003 – Utazás Bombay-be (Um Filme Falado), rendező: Manoel de Oliveira
- 2004 – A hercegnő és Freud (Princesse Marie), rendező: Benoît Jacquot
- 2004 – Ha te nem lennél (Rois et reine), rendező: Arnaud Desplechin
- 2004 – Változó idők (Les temps qui changent), rendező: André Téchiné
- 2005 – Királyi kalamajka (Palais royal!), rendező: Valérie Lemercier
- 2006 – A sziklatanács titka (Le concile de pierre), rendező: Thierry Klifa
- 2006 – Kés/Alatt (4. évad) (Nip/Tuck), rendező: Charles Haid (tévéfilmsorozat)
- 2006 – Kék Papagáj (Le héros de la famille), rendező: Guillaume Nicloux
- 2006 – Utána (Après lui), rendező: Gaël Morel
- 2007 – Persepolis, rendező: Vincent Paronnaud és Marjane Satrapi (Marjane anyjának francia hangja)
- 2007 - Reggeli egy ismeretlennel (Frühstück mit einer Unbekannten), rendező: Maria von Heland (tévéfilm)
- 2008 – Karácsonyi történet (Un conte de Noël), rendező: Arnaud Desplechin
- 2008 – Je veux voir, rendező: Khalil Joreige és Joana Hadjithomas
- 2008 – Mes stars et moi, rendező: Laetitia Colombani
- 2009 – Cyprien, rendező: David Charhon
- 2009 – A lány a vonatról (La fille du RER), rendező: André Téchiné
- 2009 – Bancs publics (Versailles Rive-Droite), rendező: Bruno Podalydès
- 2009 – Mères et filles, rendező: Julie Lopes-Curval
- 2009 – Lettre à Anna, rendező: Eric Bergkraut (dokumentumfilm, narrátor)
- 2010 – L'homme qui voulait vivre sa vie, rendező: Éric Lartigau
- 2010 – Született feleség (Potiche), rendező: François Ozon
- 2010 – A gyönyörű Catherine Deneuve még mindig itt (Catherine Deneuve, belle et bien là), rendező: Anne Andreu (televíziós dokumentumfilm)
- 2011 – Les yeux de sa mère, rendező: Thierry Klifa
- 2011 – Szerelem nélkül soha (Les bien-aimés), rendező: Christophe Honoré
- 2011 – Roman Polanski: A Film Memoir, rendező: Laurent Bouzereau (dokumentumfilm)
- 2012 – O Theos agapaei to haviari, rendező: Yannis Smaragdis
- 2012 – Linhas de Wellington, rendező: Raoul Ruiz és Valeria Sarmiento
- 2012 – As Linhas de Torres Vedras, rendező: Miguel Borges, João Arrais és Nuno Lopes (televíziós minisorozat)
- 2012 – Asterix és Obelix: Isten óvja Britanniát (Astérix et Obélix: Au Service de Sa Majesté), rendező: Laurent Tirard
- 2013 – Bettie-mobil (Elle s'en van), rendező: Emmanuelle Bercot
- 2014 – A házmester (Dans la cour), rendező: Pierre Salvadori
- 2014 – 3 szív (3 coeurs), rendező: Benoît Jacquot
- 2014 – A férfi, akit túlságosan szerettek (L'homme que l'on aimait trop), rendező: André Téchiné
- 2015 – Fel a fejjel (La tête haute), rendező: Emmanuelle Bercot
- 2015 – Legújabb testamentum (Le tout nouveau testament), rendező: Jaco van Dormael
- 2016 – Le cancre, rendező: Paul Vecchiali
- 2017 - Én és a mostohám (Sage femme), rendező: Martin Provost
- 2017 - Bonne pomme, rendező: Florence Quentin
- 2019 - Az igazság, (francia cime La véritée), japán-francia film, rendező: Koreeda Hirokazu[19]

## Fontosabb díjak, elismerések
Oscar-díj
- 1993 jelölés: legjobb színésznő (Indokína)

BAFTA-díj
- 1969 jelölés: női főszereplő (A nap szépe)

César-díj
- 1976 jelölés: legjobb színésznő A vadember
- 1981 díj: legjobb színésznő (Az utolsó metró)
- 1982 jelölés: legjobb színésznő (Hotel Amerika)
- 1988 jelölés: legjobb színésznő (Zavarodott felügyelő)
- 1989 jelölés: legjobb színésznő (Furcsa randevú)
- 1993 díj: legjobb színésznő (Indokína)
- 1994 jelölés: legjobb színésznő (Legkedvesebb évszakom)
- 1997 jelölés: legjobb színésznő (Tolvajok)
- 1999 jelölés: legjobb színésznő (A Vendôme tér asszonya)
- 2011 jelölés: legjobb színésznő (Született feleség)
- 2006 jelölés: legjobb mellékszereplő színésznő (Királyi kalamajka)
- 2014 jelölés: legjobb színésznő (Bettie-mobil)

David di Donatello-díj
- 1981 díj: legjobb külföldi színésznő (Az utolsó metró)

Európai Filmdíj
- 2002 díj: legjobb színésznő [20] (8 nő)
- 2013 díj: életműdíj

Bambi-díj
- 1976 díj: legjobb alakítás [21] (A vadember)
- 2001 díj: legjobb alakítás (Kelet-nyugat; táncos a sötétben; Je rentre à la maison)

Egyéb díjak
- 1988 : Berlini Nemzetközi Filmfesztivál – Tiszteletbeli Arany Medve
- 1994 : San Sebastián-i Nemzetközi Filmfesztivál – Donostia-díj
- 1997 : Moszkvai Nemzetközi Filmfesztivál – tiszteletbeli díj „a filmművészethez való hozzájárulásáért.”
- 1998 : Velencei Nemzetközi Filmfesztivál – Volpi Kupa (A Vendôme tér asszonya)
- 2000 : Palm Springs-i Nemzetközi Filmfesztivál – nemzetközi filmkészítők díja
- 2002 : Berlini Nemzetközi Filmfesztivál – Ezüst Medve a kiemelkedő művészi teljesítményért.[20] (8 nő)
- 2005 : Cannes-i fesztivál – Tiszteletbeli Pálma[22]
- 2008 : Cannes-i fesztivál – a 61. cannes-i fesztivál díja (Karácsonyi történet)
- 2012 : Moszkvai Nemzetközi Filmfesztivál – Sztanyiszlavszkij-díj „a Sztanyiszlavszkij-iskola elveit követő aktív és odaadó kiemelkedő munkája elismeréseként.”
- 2012 : Cabourgi Romantikus Filmek Fesztiválja – legjobb színésznő (Bettie-mobil)
- 2016 : Lumière-díj (életműdíj)[23]
- 2022 : Velencei Nemzetközi Filmfesztivál –  (életműdíj)[24]